# サン・ヴィート・アル・タリアメント
サン・ヴィート・アル・タリアメント（伊: San Vito al Tagliamento）は、イタリア共和国フリウリ＝ヴェネツィア・ジュリア州ポルデノーネ県にある、人口約15,000人の基礎自治体（コムーネ）。

## 地理

### 位置・広がり
ポルデノーネ県南東部のコムーネである。サン・ヴィート・アル・タリアメントの町は、県都ポルデノーネの東南東約16km、ウーディネの南西約34km、ヴェネツィアの北東約68km、州都トリエステの西北西約77kmに位置する。

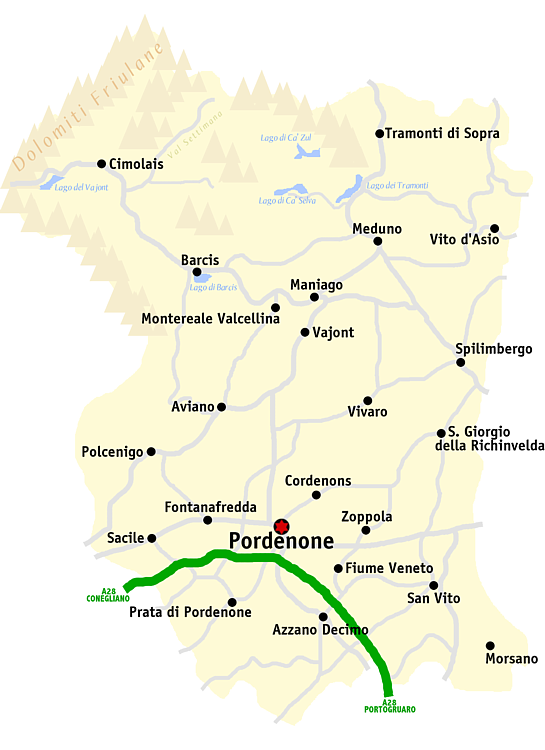
ポルデノーネ県概略図

#### 隣接コムーネ
隣接するコムーネは以下の通り。括弧内のUDはウーディネ県所属を示す。
- カミーノ・アル・タリアメント (UD)
- カザルサ・デッラ・デリーツィア
- キオーンス
- コドローイポ (UD)
- フィウーメ・ヴェーネト
- モルサーノ・アル・タリアメント
- セスト・アル・レーゲナ
- ヴァルヴァゾーネ・アルゼネ

### 気候分類・地震分類
サン・ヴィート・アル・タリアメントにおけるイタリアの気候分類 (it) および度日は、zona E, 2581 GGである。
また、イタリアの地震リスク階級 (it) では、zona 3 (sismicità bassa) に分類される。

## 行政

### 分離集落
サン・ヴィート・アル・タリアメントには、以下の分離集落（フラツィオーネ）がある。
- Braida, Carbona, Gleris, Ligugnana, Prodolone, Rosa, Savorgnano

## 姉妹都市
- Rixheim、フランス
- シュタットローン（ドイツ語版）、ドイツ 1983
- ナジャタード（英語版）Nagyatád、ハンガリー
- ザンクト・ファイト・アン・デア・グラン（ドイツ語版）、オーストリア 1989

## 人物

### 著名な出身者
- レノ・ベルトイア - 北米および日本で活動した野球選手